# Prasophyllum giganteum
Prasophyllum giganteum är en orkidéart som beskrevs av John Lindley. Prasophyllum giganteum ingår i släktet Prasophyllum och familjen orkidéer. Inga underarter finns listade i Catalogue of Life.